# Suwallia teleckojensis
Suwallia teleckojensis is een steenvlieg uit de familie groene steenvliegen (Chloroperlidae). De wetenschappelijke naam van de soort is voor het eerst geldig gepubliceerd in 1939 door Šámal.